# Barney : La Grande Aventure
Pour plus de détails, voir Fiche technique et Distribution.
Barney : La grande aventure (Barney's Great Adventure) est un film américain réalisé par Steve Gomer, sorti en 1998.

## Fiche technique
- Titre original : Barney's Great Adventure
- Titre français : Barney : La grande aventure
- Réalisation : Steve Gomer
- Scénario : Stephen White, Dennis DeShazer et Sheryl Leach
- Photographie : Sandi Sissel
- Musique : Van Dyke Parks
- Production : Martha Chang, Dennis DeShazer, Sheryl Leach, Ben Myron et Jim Rowley
- Pays d'origine : États-Unis
- Format : Couleurs
- Durée : 76 minutes
- Date de sortie : États-Unis : 3 avril 1998

## Distribution
- Alan Fawcett : le père
- Jane Wheeler : la mère
- Kyla Pratt (VF : Sauvane Delanoë) : Marcella
- Diana Rice (VF : Charlyne Pestel) : Abby
- Trevor Morgan (VF : Donald Reignoux) : Cody
- Shirley Douglas : Grandma
- George Hearn (VF : Jean Barney) : le grand-père George
- John Dunn-Hill : Policier
- Jeff Brooks : BJ
- Josh Radnor : Serveur (non crédité)